# Фридерика Шарлота фон Щолберг-Гедерн
Фридерика Шарлота фон Щолберг-Гедерн (на немски: Friederike Charlotte zu Stolberg-Gedern; * 3 април 1686, Гедерн; † 10 януари 1739, Лаубах) от фамилията Щолберг, е графиня от Щолберг-Гедерн и чрез женитба графиня на Золмс-Лаубах.

## Произход
Тя е дъщеря на граф Лудвиг Кристиан фон Щолберг-Гедерн (1652 – 1710) и втората му съпруга херцогиня Христина фон Мекленбург-Гюстров (1663 – 1749), дъщеря на херцог Густав Адолф фон Мекленбург-Гюстров и съпругата му Магдалена Сибила фон Шлезвиг-Холщайн-Готорп. Сестра е на Кристиан Ернст (1691 – 1771) и Фридрих Карл (1693 – 1767).

## Фамилия
Фридерика Шарлота се омъжва на 8 декември 1709 г. в Гедерн за граф и имперски съветник Фридрих Ернст фон Золмс-Лаубах (* 26 март 1671, Вилденфелс; † 26 януари 1723, Лаубах). Те имат децата:
- Фридерика Ернестина (1710 – 1711)
- Фридрих Магнус (1711 – 1738)
- Карл Леополд (1713 – 1713)
- Христиан Август (1714 – 1784), женен I. 1738 г. за принцеса Елизабет Амалия Фридерика фон Изенбург (1720 – 1748), II. 1751 г. за принцеса Каролина Амалия Адолфина фон Насау-Зиген (1715 – 1752), III. 1753 г. за Доротея Вилхелмина Бьотихер (1725 – 1754)
- Адолф Хайнрих (1715 – 1715)
- Лудвиг Карл (1716 – 1716)
- Магдалена Христина Бенигна (1717 – 1738)
- Фердинанд Ото (1718 – 1719)
- Луиза Шарлота (1720 – 1723)
- Мария София Вилхелмина (1721 – 1793), омъжена на 8 април 1741 г. в Лаубах за херцог Карл Христиан Ердман фон Вюртемберг-Оелс (1716 – 1792)
- Йохан Куно (1722 – 1722), близнак
- Карл Франц (1722 – 1722), близнак
- Карл Хайнрих (1723 – 1723)